# Obús QF de 3 pulgadas
El QF de 3 pulgadas era un obús británico, que fue empleado como armamento principal de los tanques de crucero y los tanques de infantería de la Segunda Guerra Mundial, para que puedan disparar un obús fumígeno y ofrecer apoyo cercano a otros tanques o soldados. También podía disparar obuses de alto poder explosivo. Los primeros tanques británicos estaban armados con un obús de 3,7 pulgadas.    

## Vehículos armados con el QF de 3 pulgadas
- Matilda II Mark III CS, equipando las unidades de mando[1]
- Churchill Mk I - montado en el casco, con un estrecho arco de rotación y complementando al cañón QF de 2 libras montado en la torreta. Unos cuantos Churchill Mk IICS fueron producidos con el obús montado en la torreta y el QF de 2 libras montado en el casco.
- Valentine Mk IIICS - se produjeron algunos en Nueva Zelanda, instalándoles el obús de los Matilda II Mk IVCS.
- Covenanter - algunas unidades de diversas variantes fueron armadas con el obús.[2]
- Crusader - las versiones Mk I CS y Mk II CS estaban armadas con el obús.[3] (65

proyectiles)
- Tetrarch - unas cuantas versiones de apoyo cercano de este tanque ligero.

Parece que una versión sobre afuste remolcado había sido desarrollada, o estaba en desarrollo, en 1941.
Posteriormente, el más grande obús QF 95 mm fue empleado para el mismo propósito durante la guerra.

## Munición
- Fumígena: 6,1 kg
- Alto poder explosivo: 6,3 kg